# Ерік Шпікерман
Ерік Шпікерман (нім. Erik Spiekermann) — німецький шрифтовик, дизайнер і письменник. Вважається однією із найвпливовіших особистостей у сфері шрифтів та інформаційного дизайну.

## Біографія
Народився 30 травня 1947 року у Штадтгагені, Нижня Саксонія.
Шпікерман вивчав історію мистецтв у Вільному університеті Берліна. У цей час займався Високим друком у підвалі свого будинку.
Між 1972 та 1979 роками працював фрілансером у графічному дизайні в Лондоні. У 1979 році повернувся у Берлін і заснував зі своїми партнерами компанію MetaDesign. Компанія займалася розробкою корпоративного стилю для BVG (Berlin Transit), аеропорту Дюссельдорфа, Audi, Volkswagen та Heidelberg Printing.
У 1989 році зі своєю майбутньою дружиною Джоан заснував студію з виробництва й продажу шрифтів FontShop.
У 2001 році Шпікерман полишив MetaDesign і заснував компанію, що наразі називається Edenspiekermann і має офіси в Амстердамі, Берліні, Сингапурі, Сан-Франциско і Лос-Анджелесі.

## Доробок

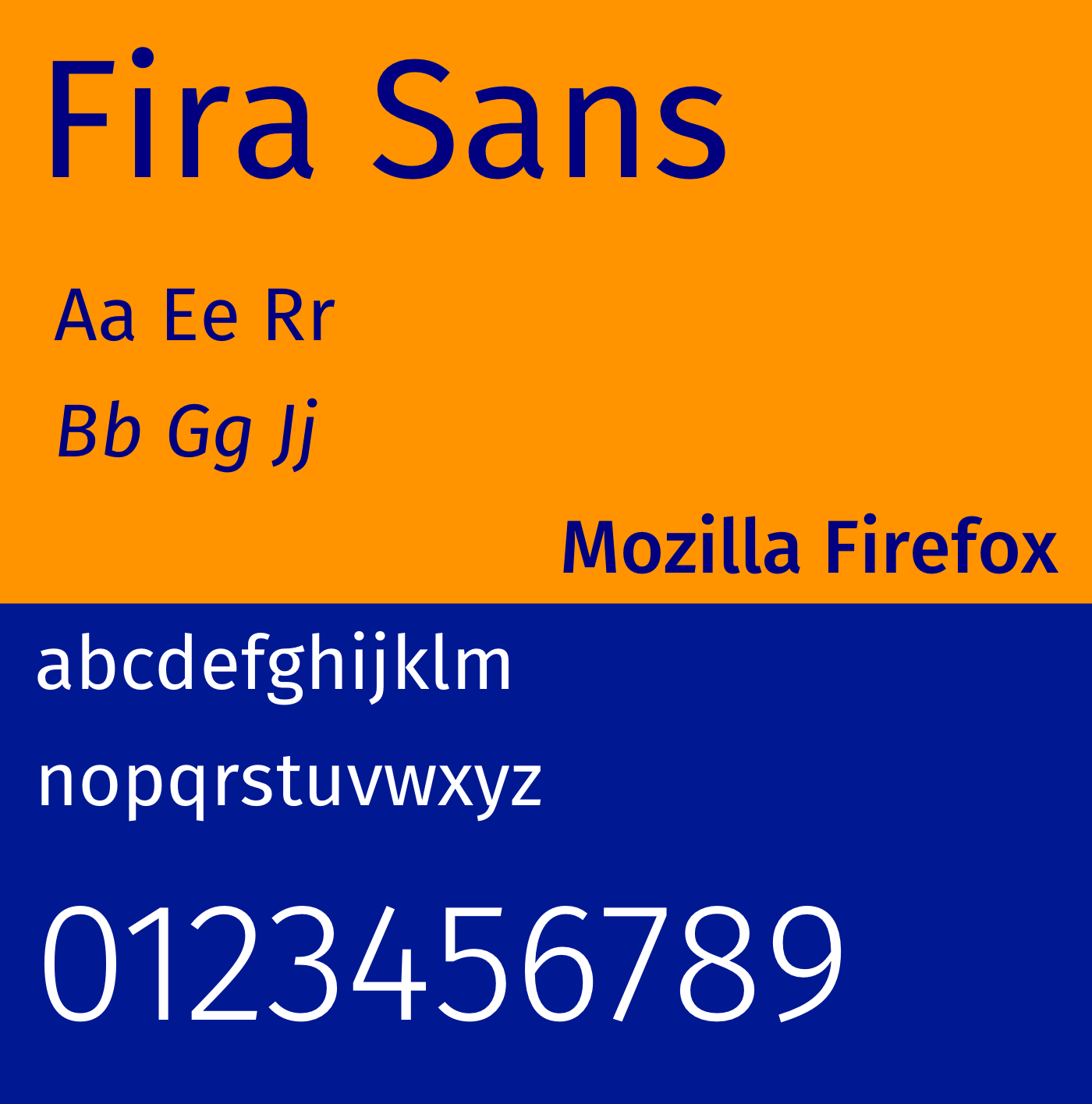
Шрифт Fira Sans для Firefox

Шрифт FF Meta для Deutsche Bundespost

### Шрифти
- Berliner Grotesk (оцифрований у 1978)
- Lo-Type (оцифрований у 1980)
- ITC Officina Sans (1990)
- ITC Officina Serif (1990)
- FF Meta (1991—1998)
- FF Govan (2001)
- FF Info (2000)
- Nokia Sans (2002—2011, корпоративний шрифт для Nokia та шрифт за замовченням у смартфонів Symbian S60)
- FF Unit (2003)
- FF Meta Serif (2007)
- FF Unit Slab (2009)
- Fira Sans (шрифт для Firefox OS, випущений у 2013 під ліцензією SIL Open Font License)

### Книги
Написав книгу про шрифти «Перестаньте красти овець і розберіться як працюють шрифти» (Stop Stealing Sheep & Find Out How Type Works).

## Визнання
- 2003 — Gerrit Noordzij Prize
- У 2006 році Шпікермана нагороджено почесним доктором у «Art Center College of Design» у Пасадені.
- У 2006 році його шрифт розроблений для німецької залізниці отримав золоту медаль на німецькому федеральному конкурсі дизайну.
- У 2007 році обраний у зал слави Європейської нагороди дизайну.
- 2007 — Нагороду від Королівського товариства мистецтв Великої Британії.
- 2011 — Нагороду за досягнення від німецької премії дизайну.